# Epidendrum sophronitis
Epidendrum sophronitis là một loài thực vật có hoa trong họ Lan. Loài này được Lindl. & Rchb.f. mô tả khoa học đầu tiên năm 1867.

## Hình ảnh

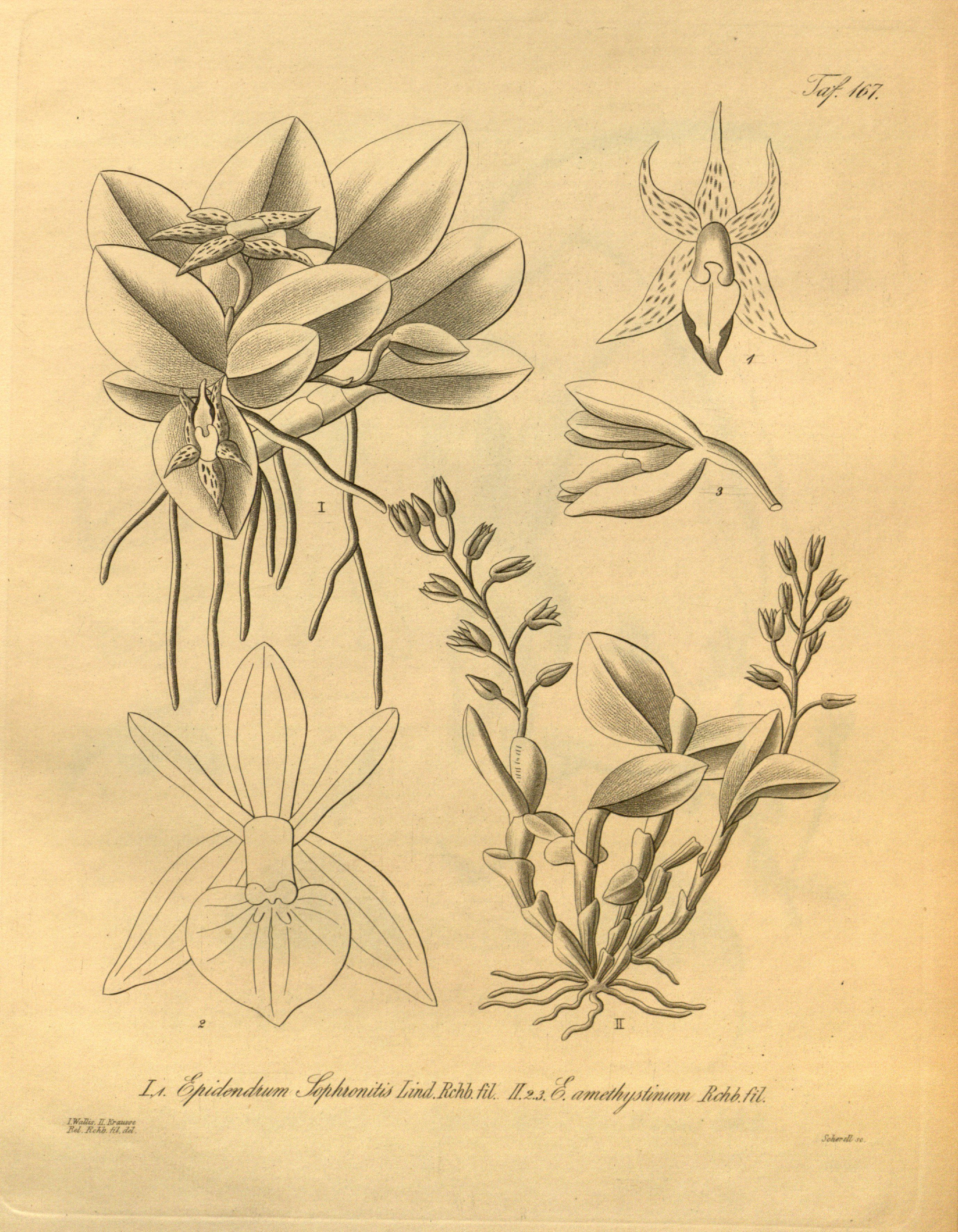